# Ebah
Ebah est un village du Cameroun situé dans le département du Haut-Nyong et la région de l'Est.
Il fait partie de la commune de Nguelemendouka.

## Population
Lors du recensement de 2005, Ebah comptait 421 habitants.
Selon le Plan Communal de Développement de Nguelemendouka (2012), la population locale était de 456 personnes.

## Développement
Selon le Plan Communal de Développement de Nguelemendouka (2012), plusieurs mesures ont été envisagées pour le développement de Ebah.
1. Construction et affectation du personnel dans les différents postes agricoles
2. Construction d'une pépinière agricole
3. Construction et équipement d'un bloc maternel
4. Construction et équipement de 3 salles de classe, la réhabilitation de 2 salles de classe, l'affectation de 3 enseignants dans l'école primaire d'Ebah
5. Construction de deux logements d’astreintes des enseignants des écoles
6. Réhabilitation d'un point d’eau et la construction de deux points d’eau
7. Création, construction et équipement d'un nouveau établissement secondaires : Ebah (CES)
8. Construction des centres d’état civil dans les centres déjà créés
9. Extension du réseau électrique
10. Création d'un pool d’animation rurale
11. Création, construction et équipement d'un musée à Ebah